# ECC83

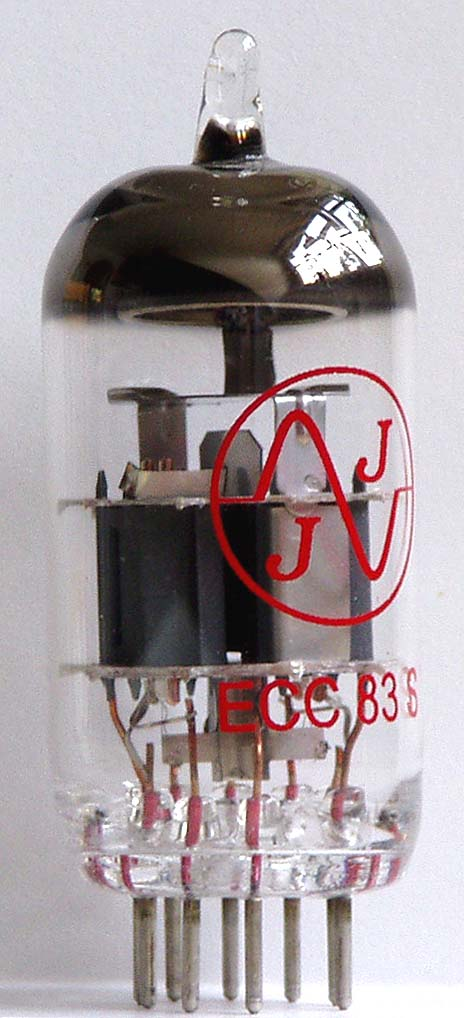
ECC83 des slowakischen Herstellers JJ Electronic

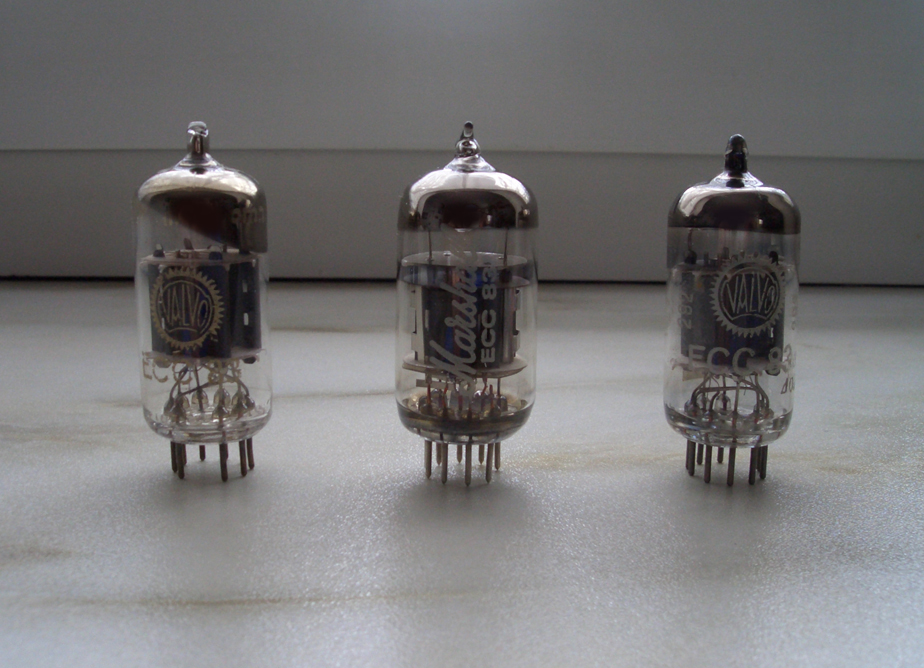
ECC83 von Valvo sowie eine als Marshall bezeichnete

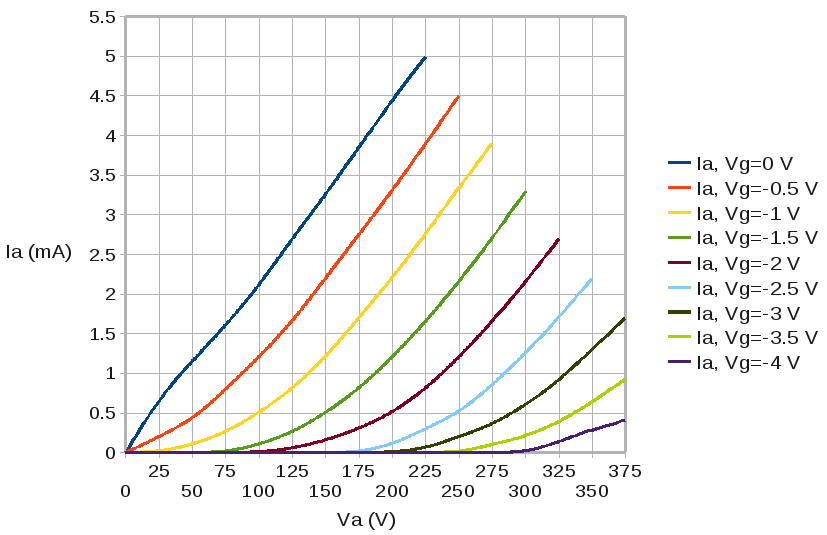
Anodenstromkennlinie mit Gitterspannung als Parameter

Die ECC83 (amerikanische Bezeichnung: 12AX7) ist eine Elektronenröhre (Doppel-Triode), die vorwiegend für Niederfrequenz-Anwendungen konzipiert wurde. Sie wurde 1948 von RCA entwickelt. Die Verbundröhre verfügt über zwei unabhängige und elektrisch identische Trioden-Systeme in einem Glaskolben.
Besondere, auf die Anwendung als Audioverstärker ausgerichtete Merkmale sind ihr geringes Rauschen, die geringe Mikrofonie und der hohe Innenwiderstand von 60 bis 80 kΩ. Die ECC83 dient als Vor- und Phasenumkehrstufe in Röhrenverstärkern. Sie wird noch heute in größeren Stückzahlen produziert.
Bedeutung der Bezeichnung ECC83:
| Heizung   | Systemart  | Systemart des 2. Systems | Sockelart       | Gitterkennlinie     |
| --------- | ---------- | ------------------------ | --------------- | ------------------- |
| E – 6,3 V | C – Triode | C – Triode               | 8 – Novalsockel | 3 – laufende Nummer |

(Bezeichnungsschema siehe auch Elektronenröhre)

## Technische Daten
Die Verbindung der beiden Heizfäden ist herausgeführt, daher können beide Triodensysteme entweder mit einer Heizspannung von 6,3 V bei einem Heizstrom 300 mA oder mit einer Spannung von 12,6 V und einem Strom von 150 mA betrieben werden.
Empfohlener statischer Arbeitspunkt (pro System):
| Anodenspannung | Anodenstrom | Steilheit | Gittervorspannung |
| -------------- | ----------- | --------- | ----------------- |
| 250 V          | 1,2 mA      | 1,6 mA/V  | −2 V              |

Abweichende Arbeitspunkte können den Kennlinien entnommen werden.
Grenzwerte:
| Anodenspannung | Anodenverlustleistung | Kathodenstrom | Gittervorspannung | Faden-Kathoden-Spannung |
| -------------- | --------------------- | ------------- | ----------------- | ----------------------- |
| 300 V          | 1 W                   | 8 mA          | −2 V              | 150 V                   |

## Wissenswertes

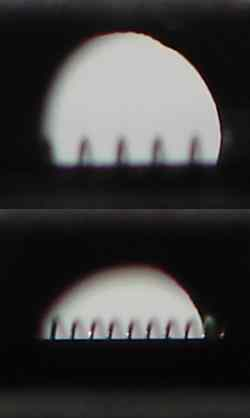
Gitterwindungen einer ECC82 (oben) und ECC83 (unten)

Manche aktuelle Versionen wie die oben abgebildete Variante von J/J unterscheiden sich im mechanischen Aufbau völlig von der ursprünglichen Bauart: Sie sind mit einem Spanngitter aufgebaut und ähneln optisch daher mehr einer E88CC/PCC88 oder anderen VHF-Doppeltrioden mit dieser Technik.
Die visuell ähnlich bis identisch erscheinenden Typen ECC82 (12AU7) und ECC83 (12AX7) lassen sich im Gegenlicht anhand der Maschenweite des Gitters durch das oft vorhandene Guckloch in der Anode unterscheiden: Die ECC83 hat eine wesentlich enger gewickelte Gitterwendel. Das führt zu einem geringeren Durchgriff, einem höheren Innenwiderstand und bei gleichem Anodenstrom zu einer höheren Steilheit.
Tetroden und Pentoden besitzen zwar ebenfalls einen hohen Innenwiderstand und eine hohe Steilheit, sind aber aufgrund des Stromverteilungsrauschens als Vorverstärker weniger geeignet.
Die ECC808 ist eine Variante der ECC83 mit geringerer Mikrofonie- und Brummempfindlichkeit und anderer Sockelbeschaltung.
Die E83CC ist eine Variante der ECC83 mit Langlebensdauer-Kathode (zwischenschichtfreie Spezialkathode), sie zeigt stärkeres Funkelrauschen als die ECC83.
Die ECC803S (Telefunken) bzw. 6057 ist die Variante der ECC83 für professionelle Anwendung (Langlebensdauer-Kathode und engere Toleranzen), sie ist in Spanngittertechnik ausgeführt. Dies gilt jedoch nicht für die aktuell erhältliche ECC803S des Herstellers J/J.
Eine russisch/sowjetische Variante der ECC83 ist die 6Н2П (lateinisch 6N2P), die jedoch nur 6,3-V-Heizung zulässt und ein Schirmblech zwischen den Systemen besitzt.